# Sitcom
Sitcom este un gen de serial TV de comedie. Termenul vine din engleză de la situation comedy (comic de o situație). Acest gen de seriale prezintă într-o latură comică viața unor personaje în medii obișnuite (în familie, la locul de muncă, în viața de zi cu zi, etc.). O altă caracteristică a sitcom-urilor este laugh track-ul (acel fond sonor de râsete, introdus pentru prima oară în 1950, în serialul de comedie produs de NBC The Hank McCune Show). Sitcom-urile se împart de obicei în sezoane sau serii a câte 20-25 de episoade. Un episod are de regulă 20-25 de minute, lăsând 5-10 minute pentru publicitate. 
Primele sitcom-uri au fost însă difuzate la radio. Sam and Henry, primul sitcom din istorie, a fost dat pe post începând cu 1926 la un post local din Chicago. În ceea ce privește trecerea de la radio la televiziune, aceasta a început la sfârșitul anilor ’40. Primele sitcom-uri difuzate la televizor au fost Pinwright's Progress (BBC, Marea Britanie) și Mary Kay and Johnny (DuMont, SUA) în 1947. Termenul de „sitcom” a intrat în vocabularul uzual în 1951, o dată cu serialul I Love Lucy (CBS, SUA), unul dintre cele mai de succes din istorie. În topul serialelor TV din toate timpurile realizat de revista „TV Guide”, pe primele trei poziții se află sitcom-uri (Seinfeld, I Love Lucy, The Honeymooners). Ca superlative, cel mai popular sitcom este Seinfeld, iar din punct de vedere financiar pe primul loc se situează Friends (Prieteni).
În România sitcom-urile au pătruns abia după revoluția din 1989, cele mai apreciate fiind Seinfeld, Married... with Children (Familia Bundy), Friends (Prietenii tăi), The Fresh Prince of Bel Air (Prințul din Bel Air), The Nanny (Dădaca), Everybody Loves Raymond (Dragul de Raymond) și Two and a Half Men (Doi bărbați și jumătate), majoritatea difuzate de Pro TV.